# ロル・クレーム
ロル・クレーム（Laurence Neil "Lol" Creme、1947年9月19日 - ）は、イギリスのロックミュージシャンでギタリスト、またミュージック・ビデオのディレクターである。元10cc、元ゴドレイ&クレームで再結成アート・オブ・ノイズのメンバーでもあった。2006年にはプロデューサーズに参加、現在はトレヴァー・ホーン・バンドに所属。なお、日本では「クレーム」の表記が定着しているが、「クリーム」の方が原音に近い。

## 経歴・概要
イギリス・マンチェスターにて街の市場で働く商売人の父と母とのあいだに生まれた。7歳年下の妹がいる。絵を描くことを好んでいた彼の幼い頃の夢は漫画家であった。音楽に目覚めたきっかけはリック・ネルソンとコニー・フランシスで、エルヴィス・プレスリーにも「ロック教育」を受けたという彼は、ビートルズ、とりわけジョン・レノンの信奉者となる。13歳頃ギターを始め、地元の仲間とバンド活動を開始する。
1960年頃幼なじみのケヴィン・ゴドレイと共に"The Sabres"というビートバンドに参加、地元のユダヤ人集会所などで演奏活動を行う。1964年同郷のグレアム・グールドマンのバンド"The Whirlwinds"のレコードデビューに際し、B面曲として"Baby Not Like You"を提供する。1965年、ケヴィンがグレアムの新しいバンド"The Mockingbirds"に引き抜かれたことから、ロルは"The Sabres"を脱退、アートスクールに進学する。1966年に"The Mockingbirds"が解散しフリーになったケヴィンと再びコンビを組む。グレアムのマネージメントで二人は1967年"Yellow Bellow Room Boom"名義でシングルをリリース。その後グレアムが元マインドベンダーズのエリック・スチュワートとレコーディング・スタジオ"ストロベリースタジオ"の共同出資者となったことから、スタジオミュージシャンとして出入りを始め、やがてエリック、グレアム、ロル、ケヴィンの４人でバンド活動を開始する。
1969年ヤードバーズのマネージャー、ジョルジオ・ゴメルスキーの設立したレーベル "Marmalade"より、"Frabjoy & Runcible Spoon"名義でシングルをリリース。アルバムも企画されるがレーベルの資金繰り悪化に伴いキャンセルとなる。1970年にロル、エリック、ケヴィンの3人でレコーディングした「ネアンデルタール・マン」が"ホットレッグス"名義でリリース。全世界で200万枚以上を売り上げるヒットを記録するも以降不発に終わる。その後も４人は"Doctor Father""Fighter Squadron""Amazon Trust""The New Wave Band"などとバンド名を変えながらシングルを次々とリリースし次のヒットを狙っていく。その前後スタジオミュージシャンとして、ニール・セダカ、オハイオ・エキスプレス、ラマセスなど数多くのアーティストのレコーディングを行った。
1972年4人は、ジョナサン・キングのUKレコードから"10cc"名義でシングル「ドナ」をリリース。これが全英2位の大ヒットとなり以降バンドの活動は10cc名義が中心となっていく（74年以降は10ccに固定）。3枚目のシングル「ラバー・ブレッツ」で全英チャート1位を獲得、次々とヒットを飛ばす。1975年にマーキュリー・レコードに移籍、「アイム・ノット・イン・ラヴ」等を発表するも、1976年に音楽性の違いから（公式にはギターアタッチメント"ギズモ"の開発のため）10ccを脱退。以降ゴドレイ&クレームとしてレコードをリリースする。
1980年自分たちのシングル曲「ニューヨークのイギリス人」でミュージック・ビデオを監督。その後ポリス、デュラン・デュラン他のアーティスト達のビデオを手がけ、高い評価を受ける。1985年のMTV Video Music Awardsでは"Video Vangard Award"を受賞した。またCM演出も手がけ始め、カンヌ国際広告祭では銀賞を受賞。1981年には画集"The Fun Starts Here - Outakes from A Rock Memoir"を出版するなどマルチアーティストとしての評価を固める。一方音楽活動では1985年のシングル「クライ」がプロモビデオの高評価も伴い彼らの代表曲となった。
1989年にコンビを解消。ロサンゼルス移住後の1991年にアンソニー・C・ウィンクラーの小説を原作とした劇場長編映画"The Lunatic"を監督している。イギリス帰国後は元バグルスのトレヴァー・ホーンの片腕としてロッド・スチュワート、ティナ・ターナーら、数多くのアーティストのレコーディングに参加。1999年に再結成アート・オブ・ノイズに正式参加した。トレヴァー・ホーンとは2006年にザ・プロデューサーズというバンド（後に「プロデューサーズ」に変更）を結成、2007年にシングルを、2012年にアルバムを発表した。2012年と2017年にはトレヴァー・ホーン・バンドの一員として来日公演を行っている。
息子のレイロ・クレームの所属するバンド"アーカーナ (Arkarna)"がアルバムを２枚出している。

## ディスコグラフィー

### アルバム（オリジナル／ライヴ）
ホットレッグス
- シンクス～スクール・スティンクス － Thinks: School Stinks (1971)

10cc
- 10cc － 10cc (1972)
- シート・ミュージック － Sheet Music (1974)
- オリジナル・サウンドトラック － The Original Soundtrack (1975)
- びっくり電話：ハウ・デア・ユー － How Dare You ! (1976)
- キング・ビスケット・ライヴ － In Concert (1995)

ゴドレイ&クレーム
- ギズモ・ファンタジア － Consequences (1977)
- L － L (1978)
- ミュージック・フロム・ギズモ・ファンタジア － Music From Consequences (1979)
- フリーズ・フレーム － Freeze Frame (1980)
- イズミズム － Ismism (1981)
- バーズ・オブ・プレイ － Birds Of Prey (1983)
- ヒストリー・ミックス　Vol.1 － The History Mix Volume 1 (1985)
- グッドバイ・ブルー・スカイ － Goodbye Blue Sky (1988)

アート・オブ・ノイズ
- ドビュッシーの誘惑 － The Seduction Of Claude Debussy (1999)
- Reconstructed...for your listening pleasure (2003)

ザ・プロデューサーズ
- Made in Basing Street (2012)

## ビデオグラフィー

### ゴドレイ&クレーム
1980年
- Godley & Creme/An Englishman In New York　(デレク・バービッジと共同監督)
- Godley & Creme/Wide Boy

1981年
- Visage/Fade To Grey
- Visage/Mind Of Toy
- Duran Duran/Girls On Film
- Ringo Starr/The Cooler　(短編映画)
- Status Quo/Something 'Bout You Baby I Like
- Toyah/I Want To Be Free

1982年
- Asia/Heat Of The Moment
- Asia/Only Time Will Tell
- Godley & Creme/Wedding Bells
- Graham Parker/Temporary Beauty
- Joan Armatrading/The Weakness In Me
- Joan Armatrading/When I Get It Right
- Toyah/Thunder In The Mountains

1983年
- 10cc/Feel The Love
- Any Trouble/Touch And Go
- Culture Club/Victims
- David Sylvian & Ryuichi Sakamoto/Forbidden Colours
- Elton John/Kiss The Bride
- Godley & Creme/Save A Mountain For Me
- Herbie Hancock/Rock It
- Herbie Hancock/Autodrive
- The Police/Every Breath You Take
- The Police/Wrapped Around Your Finger
- The Police/Synchronicity II
- The Police/Synchronicity Concert　(ライヴビデオ)
- The Police/The Synchronicity Show - Montreal "Le Spectrum"　(ライヴTV番組)
- Yes/Leave It

1984年
- Frankie Goes To Hollywood/Two Tribes
- Frankie Goes To Hollywood/Power Of Love
- Godley & Creme/Golden Boy
- Paul Young/Everything Must Change (US Version)
- Rebellious Jukebox　(音楽とコメディーを融合させたTV番組)

1985年
- Artists United Against Apartheid/Sun City　(ジョナサン・デミ、ハート・ペリーと共同監督)
- Duran Duran/View To A Kill
- Eric Clapton/Forever Man
- Go West/We Close Our Eyes
- Godley & Creme/Cry
- Godley & Creme/History Mix Vol.1
- Graham Parker & The Shots/Wake Up (Next To You)
- Howard Jones/Life In One Day　(編集担当)
- INXS/This Time　(プロデューサー担当)
- Rush/Mystic Rhythms　(スタッフ参加)
- Sting/If You Love Somebody Set Them Free
- Thompson Twins/Don't Mess With Doctor Dream

1986年
- Godley & Creme/Mondo Video
- Huey Lewis & The News/Hip To Be Square
- Jana Pope/Don't You Hear Me Screaming
- Lou Reed/No Money Down
- Patti Labelle/Oh People
- Peter Gabriel & Kate Bush/Don't Give Up (Version 1)
- Rob Jungklas/Boystown
- The Police/Don't Stand So Close To Me '86
- Ultravox/All Fall Down
- Wang Chung/Everybody Have Fun Tonight

1987年
- George Harrison/When We Was Fab
- Go West/I Want To Hear It From You
- Godley & Creme/A Little Piece Of Heaven
- Godley & Creme/10,000 Angels
- Peter Gabriel/Biko

1988年
- The Day The Dream Died　(ケネディ暗殺に関するドキュメンタリー番組)

### ソロ
1986年
- Tim Simenon & Stacy Peralta/Attack (企画・編集担当)

1990年
- Various Artists/Knebworth The Silver Clef Award Winners (ライヴビデオ)

1991年
- The Lunatic (劇場長編映画)
- Tina Turner/The Best

1994年
- Limboland (コメディ番組)
- Seal/Newborn Friend
- Tom Jones/If I Only Knew

1996年
- Sting/I'm So Happy I Can't Stop Crying

2002年
- Art Of Noise/Into Vision (ライヴビデオ)

2007年
- The Producers/Barking Up The Right Tree (レイロ・クレームと共同監督)